# 줄리오 로마노
줄리오 피피(이탈리아어: Giulio Pippi, 1499년경~1546년 11월 1일)는 줄리오 로마노(Giulio Romano) 또는 프랑스어로 쥘 로맹(프랑스어: Jules Romain)이라는 이름으로 더 잘 알려진 이탈리아 르네상스 시대의 화가이자 건축가이다. 그는 라파엘로의 제자였으며, 고전적 고전주의에서 벗어난 그의 양식적 변화는 16세기 매너리즘이라는 양식의 형성에 중요한 역할을 했다. 줄리오의 드로잉은 오랫동안 수집가들에게 사랑받아왔으며, 마르칸토니오 라이몬디가 판화로 제작한 동시대 복제본들은 16세기 이탈리아 스타일을 유럽 전역으로 확산시키는 데 크게 기여했다.

## 생애
줄리오 피피는 로마에서 태어나 젊은 시절부터 라파엘로의 조수로 경력을 시작했다. 그는 라파엘로의 설계에 따라 바티칸 궁의 라파엘로의 방과 바티칸 로지아의 프레스코 작업을 맡은 대규모 팀의 핵심 멤버가 되었고, 《보르고의 화재》 프레스코에서는 인물 군상을 직접 그렸다. 그는 빌라 파르네시나의 천장 장식에도 참여했다. 비록 나이가 어렸지만 점점 더 라파엘로에게 없어서는 안 될 존재가 되었고, 1520년 라파엘로가 사망한 후에는 바티칸 위원회 완수에서 주도적 역할을 맡아 '콘스탄티누스의 생애' 프레스코를 설계하고, 라파엘로의 유작인 '성모의 대관(Coronation of the Virgin)'과 '변용(Transfiguration)'을 완성했다. 로마에서는 줄리아노 데 메디치 추기경(후일 교황 클레멘스 7세)을 위해 빌라 마다마의 장식 작업도 맡았다. 그러나 줄리오가 설계한 혼잡한 프레스코들은 스승의 품위 있고 고요한 단순미를 결여했다.
라파엘로가 사망한 후, 미켈란젤로는 바티칸 궁 라파엘로 방의 작업을 인수하려 했지만, 페리노 델 바가와 함께 줄리오는 이를 유지할 수 있었다. 그들은 미완성 작업에 대한 도면을 가지고 있었기 때문이었다.
1522년부터 만토바의 통치자 페데리코 곤차가는 줄리오를 궁정 화가로 데려오려고 했다. 특히 건축가로서의 그의 재능에 주목했던 것이다. 르네상스 시대의 역사학자 조르조 바사리(1511~1574)는 곤차가가 발다사레 카스틸리오네를 통해 줄리오를 설득하도록 했다고 전한다. 줄리오는 만토바 공국의 회화, 건축, 토목 프로젝트를 수행하기로 하고 1524년 말 만토바로 이주했으며, 이후 생애를 그곳에서 보냈다. 만토바에서는 그가 외지인이라는 점에서 본명을 쓰지 않고 '줄리오 로마노(로마 출신 줄리오)'라 불렀다. 줄리오가 가장 유명한 작품을 남긴 곳이 만토바이기 때문에 이후 이 이름이 그를 대표하게 되었다. 만토바로의 이주는 1527년 로마 약탈을 피하게 했고, 이는 로마의 미술 후원 시스템을 붕괴시키며 라파엘로의 작업실을 흩어지게 만들었다.

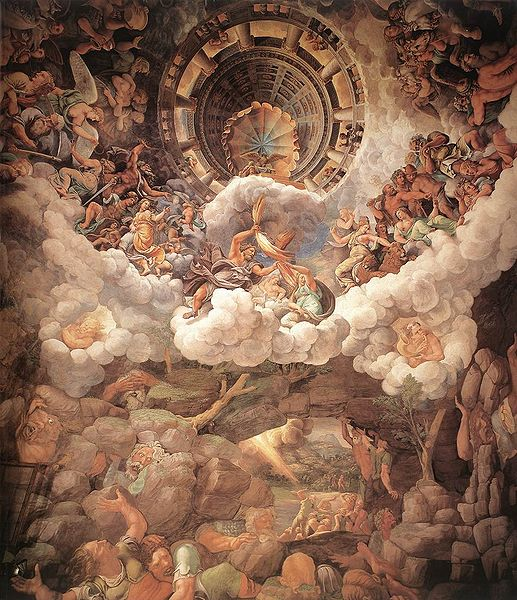
만토바의 팔라초 테에 있는 《거인의 몰락》 프레스코화

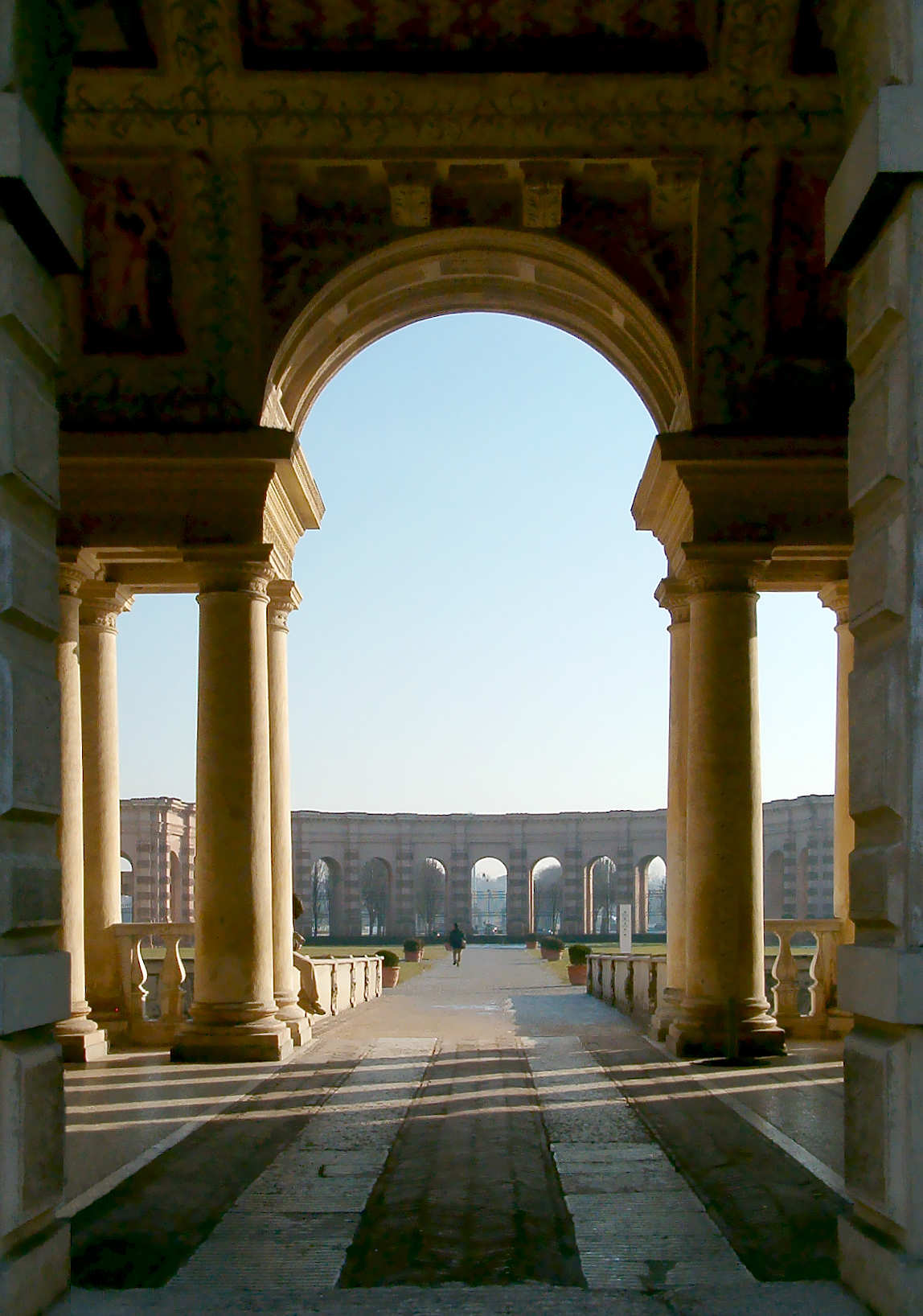
만토바의 팔라초 테의 팔라디안 모티프를 활용한 아치

그의 건축과 프레스코 회화의 걸작은 만토바 외곽에 지어진 팔라초 테이다. 이곳에는 착시로 유명한 프레스코화(1525~1535년경)와 팔라디안 모티프를 활용한 아치 설계가 유명하다. 그는 또한 만토바 공궁을 재건했고, 대성당도 복구했으며 인근 산 베네데토 성당을 설계했다. 줄리오는 만토바 인근 쿠르타토네에 있는 산타 마리아 델레 그라치에(Santa Maria delle Grazie) 성당에서 카스틸리오네의 무덤 위에 있는 그리스도의 조각상도 제작했다. 만토바의 습지 지역 일부는 줄리오의 지휘 아래 개량되었고, 공작의 후원과 우정은 한 번도 끊이지 않았다. 줄리오는 만토바에 작업실을 설립하여 하나의 유파를 형성했으며, 그의 연간 수입은 1,000 두카트를 초과했다.
이탈리아 르네상스 전통에서 줄리오가 만든 작품 중 상당수는 일시적인 것에 불과했다. 바사리는 다음과 같이 기록했다.
"카를 5세가 만투아에 왔을 때, 로마노는 공작의 명령으로 수많은 아치와 희극 무대, 기타 장식을 만들었으며, 가장 뛰어난 가면무도회와 연회, 토너먼트 의상을 제작했다. 이는 황제와 모든 이들에게 큰 감탄을 자아냈다. 만투아 도시를 위해 그는 여러 차례 성당, 예배당, 주택, 정원, 파사드를 설계했으며, 원래 진흙탕과 고인 물로 인해 거의 사람이 살지 않던 장소를 그의 노력으로 건조하고 쾌적한 공간으로 바꾸었다."

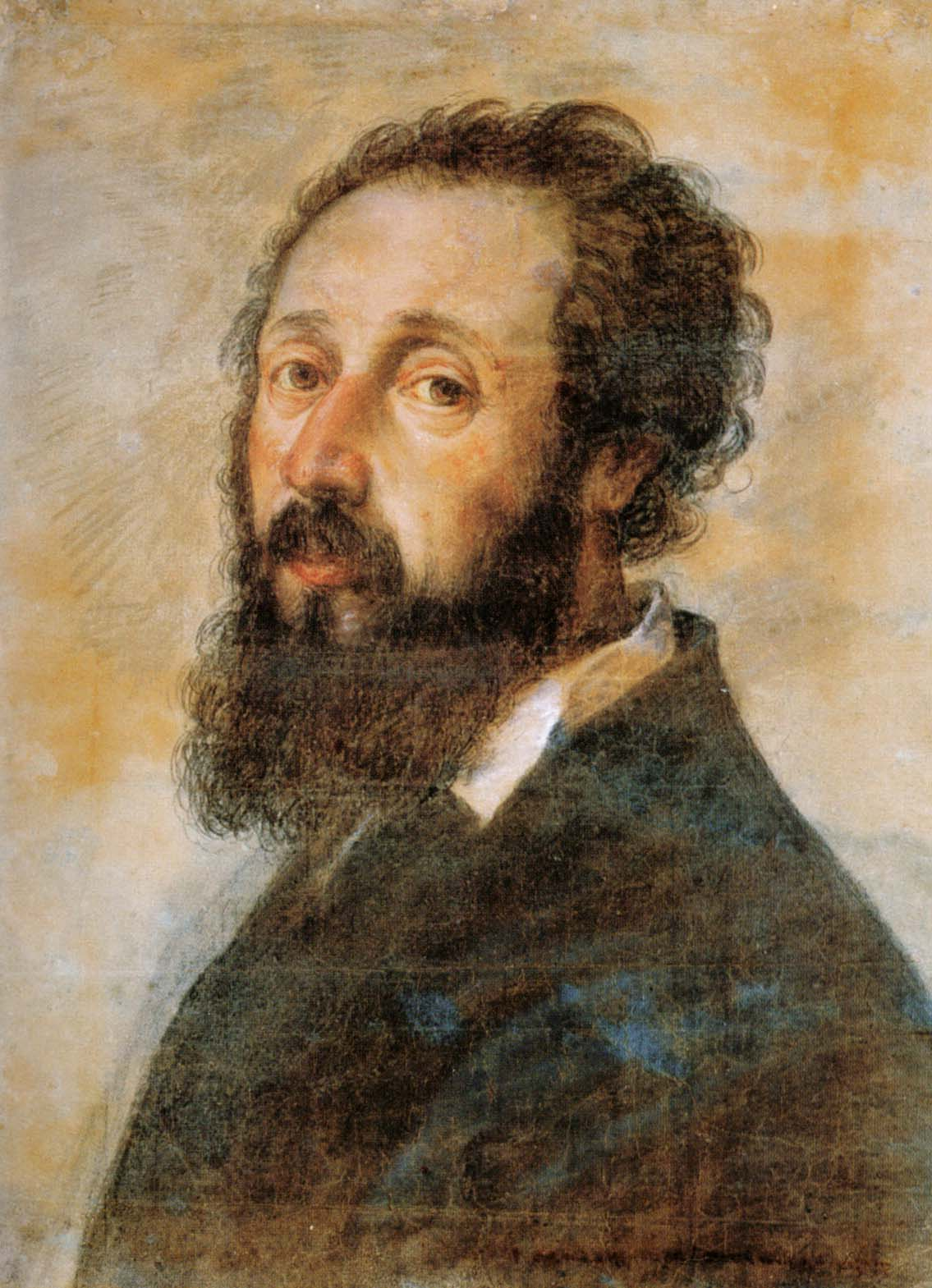
줄리오 로마노의 자화상, 1540년, 우피치 미술관 소장

줄리오는 16세기 초 프랑스로도 여행을 가서 프랑수아 1세 궁정에 이탈리아 양식을 전파했다.
그는 태피스트리 설계에도 관여했으며, 《이 모디》(I Modi)라는 시리즈로 알려진 도판집을 위해 마르칸토니오 라이몬디와 협업한 드로잉을 제공했다는 소문도 있다. 그러나 원본 드로잉들은 사회적 규범에 맞지 않는다는 이유로 모두 파괴된 것으로 전해진다.
줄리오 로마노는 윌리엄 셰익스피어의 작품에서 언급된 유일한 르네상스 미술가이기도 하다. 셰익스피어의 희곡 《겨울 이야기》 제5막 2장에서, 살아 움직이는 것으로 묘사된 헤르미오네 여왕의 조각상이 "그 드문 이탈리아 장인, 줄리오 로마노의 작품"이라고 언급된다.
그는 1546년 만토바에서 세상을 떠났다. 바사리에 따르면 그의 뛰어난 제자들로는 조반니 달 리오네(Giovanni dal Lione), 라파엘리노 달 콜레, 베네데토 파니, 피구리노 다 파엔차(Figurino da Faenza), 조반니 바티스타 베르타니와 그의 형제 리날도, 그리고 페르모 귀소니가 있었다.

## 건축
줄리오 로마노는 전체적으로 화가로서보다는 건축가로서 더 큰 영향을 끼쳤으며, 그의 작품들은 이탈리아 매너리즘 건축에 막대한 영향을 미쳤다. 그는 건축도 회화와 마찬가지로 라파엘로의 신임받는 조수로 일하면서 배웠고, 초기 작품들은 라파엘로의 스타일을 그대로 따랐다. 로마 외곽에 위치한 빌라 마다마 프로젝트는 라파엘로 사후 줄리오에게 맡겨졌는데, 이미 르네상스 고전 건축 양식 속에 장난기 있는 요소들을 집어넣는 그의 취향이 드러난다. 이 프로젝트는 대규모로 계획되었으나 로마 약탈로 인해 완공되지 못했다.
빌라 란테 알 자니콜로(Villa Lante al Gianicolo, 1520~1521)는 로마에 위치한 작은 교외 별장으로, 도시를 내려다보는 아름다운 전망으로 유명하다. 로마노는 이 건물이 위치한 능선 꼭대기의 지형적 특성을 최대한 살리기 위해, 건물 전체에서 가벼움과 우아함이 느껴지도록 설계했다. 이는 로마의 좁은 부지를 극복하기 위한 방식이기도 했다. 건축 양식(orders)은 섬세하게 처리되어, 본층에는 토스카나식 또는 도리스식 기둥과 필라스터가 짝지어 배치되었고, 그 위에는 매우 얕은 이오니아식 필라스터가 자리잡고 있었다. 이 필라스터들은 주로 색상의 차이로 존재감을 드러낸다. 회랑(loggia)의 개구부들은 엔타블러처 위로 아치를 더해 강조되었다. 로마노가 고전 건축 양식의 규범을 자유롭게 변형하려는 의지가 이곳에서부터 분명히 드러나기 시작하는데, 예를 들어, 도리스식 엔타블러처는 전통적인 트리글리프 없이 가터만을 얹어 매우 좁게 처리되어 있다. 이오니아식 주두의 볼류트는 그 사이 창문 테두리 장식에서도 반복된다. “여기서 고전적 건축 양식은 점차 구조적 목적에서 시각적으로 독립된 요소로 취급되기 시작하며, 이러한 해방은 건축가에게 새로운 표현의 가능성을 열어주었다.”
로마에서의 마지막 건축물인 팔라초 마카라니 스타티(Palazzo Maccarani Stati, 1522~23 착공)는 로마 시내 중심부의 건물로, 상가를 포함하고 있으며 웅장하고 위압적인 느낌을 준다. 지상층에는 기둥을 생략하고 과장된 크기의 쐐기돌과 러스티케이션을 적용했고, 상층부는 빌라 란테에서처럼 점점 얕아지는 필라스터를 사용했다.
줄리오가 만투아에서 설계한 첫 번째 건축물인 팔라초 테는 그의 건축 작품 중 가장 유명하다. 도시 외곽의 쾌락 궁전으로서 1524년경 시작하여 약 10년 후 완공되었으며, 건물의 기능적 특성을 활용해 그의 장난기 어린 상상력을 마음껏 발휘할 수 있었다.

## 대표 작품
- 《성 바울과 성 카테리나가 있는 디시스》 - 파르마
- 《성 스테파노의 순교》(제노바 산토 스테파노 성당): 바사리는 "줄리오가 그린 가장 뛰어난 작품"이라고 평가했다.
- 《동방박사의 예배》(루브르 박물관)
- 《보르고의 화재》, 프레스코화(바티칸 시국의 라파엘로의 방)
- 《상징적 인물들》, 펜과 갈색 잉크, 흑연 위에 물감(샌프란시스코 미술관)
- 라파엘로의 디자인을 바탕으로 한 《젊은 여성의 초상화》(후에 라파엘로가 수정) (스트라스부르 미술관)
- 《밀비안 다리의 전투》
- 《티투스와 베스파시아누스의 승리》
- 《도냐 이사벨 데 레케센스와 엔리케스 데 카르도나-앙글솔라의 초상》
- 《고양이와 성모자》(카포디몬테 박물관, 나폴리, 1522-23)
- Noli me Tangere, 프라도 미술관, 마드리드[8]
- 조반니 페니와 공동으로 작업한 《목자들의 경배》, 마드리드 프라도 미술관[9]

《성모자》 (1523년경)
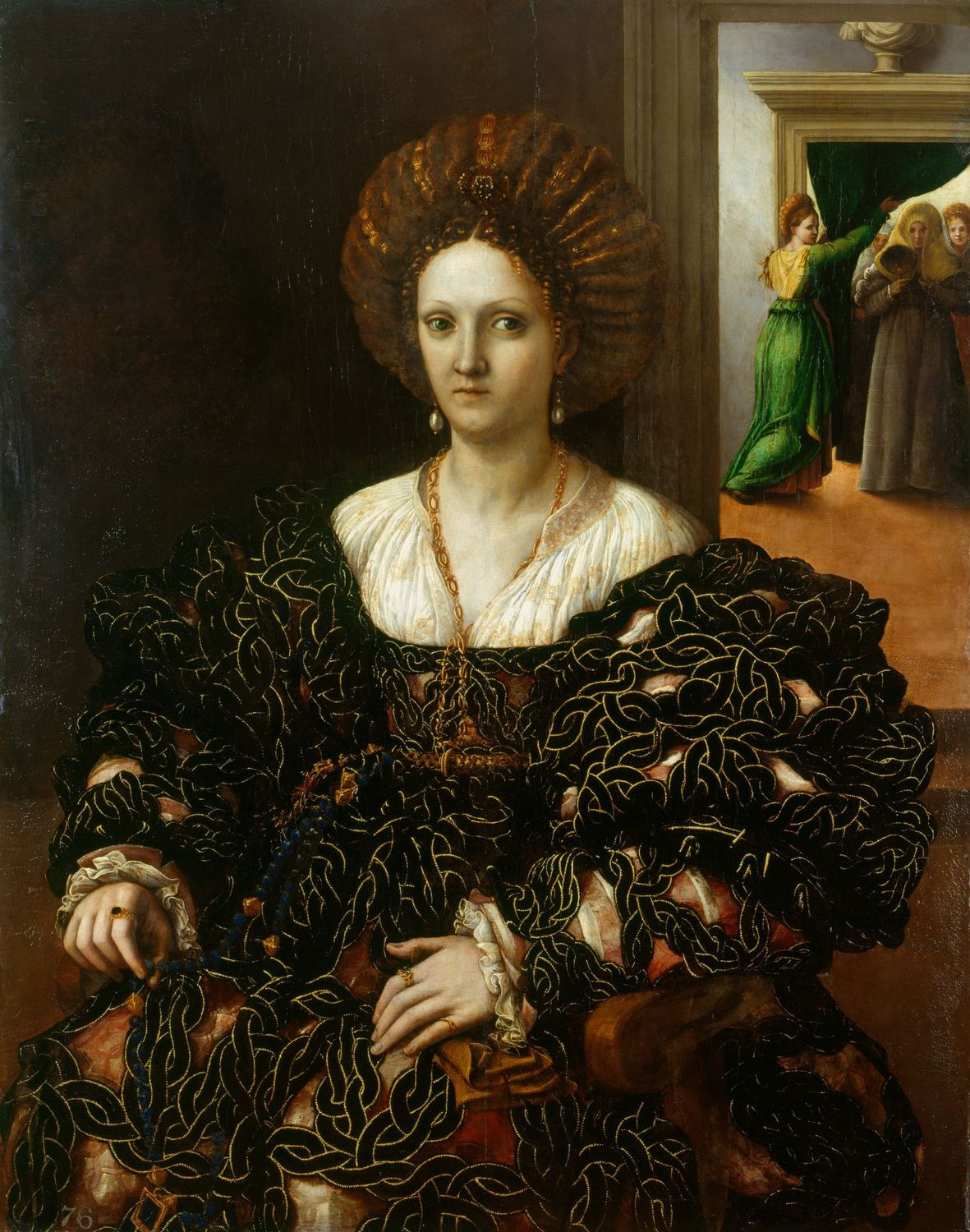
《마르게리타 팔레올로고》 (1510–1566)
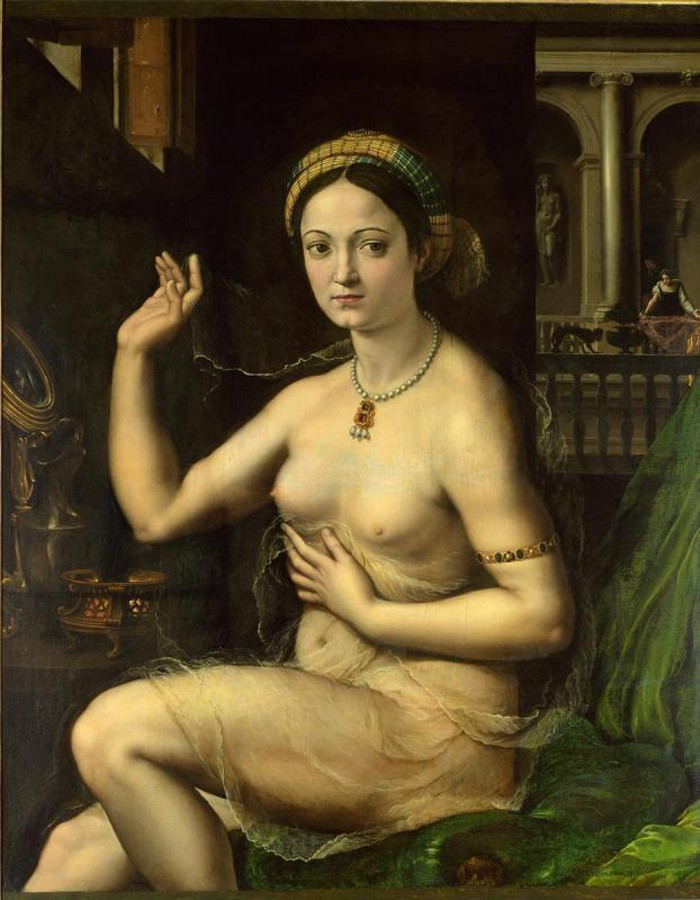
《세면대 앞 여인》 (1520)
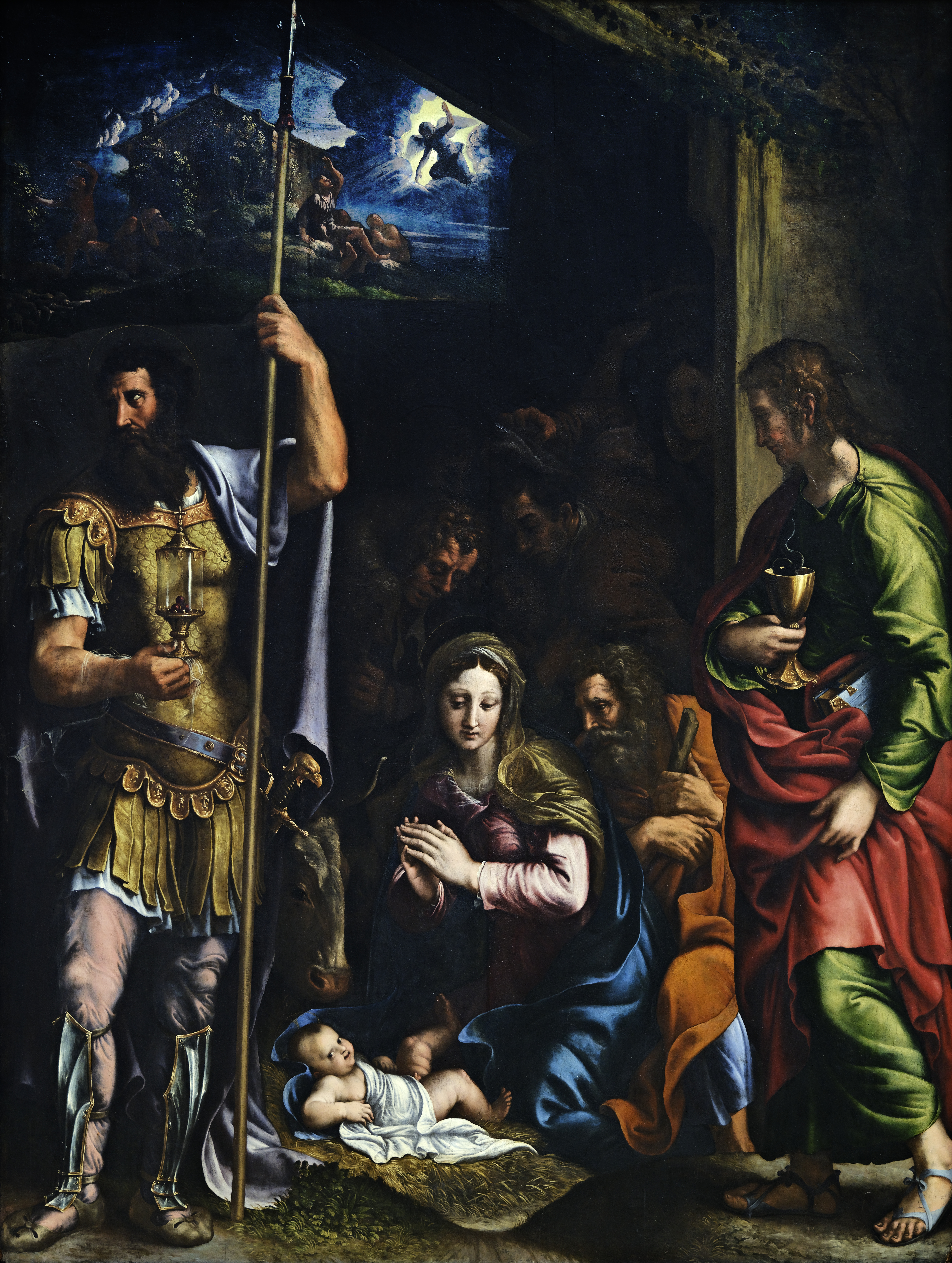
《목자들의 경배》
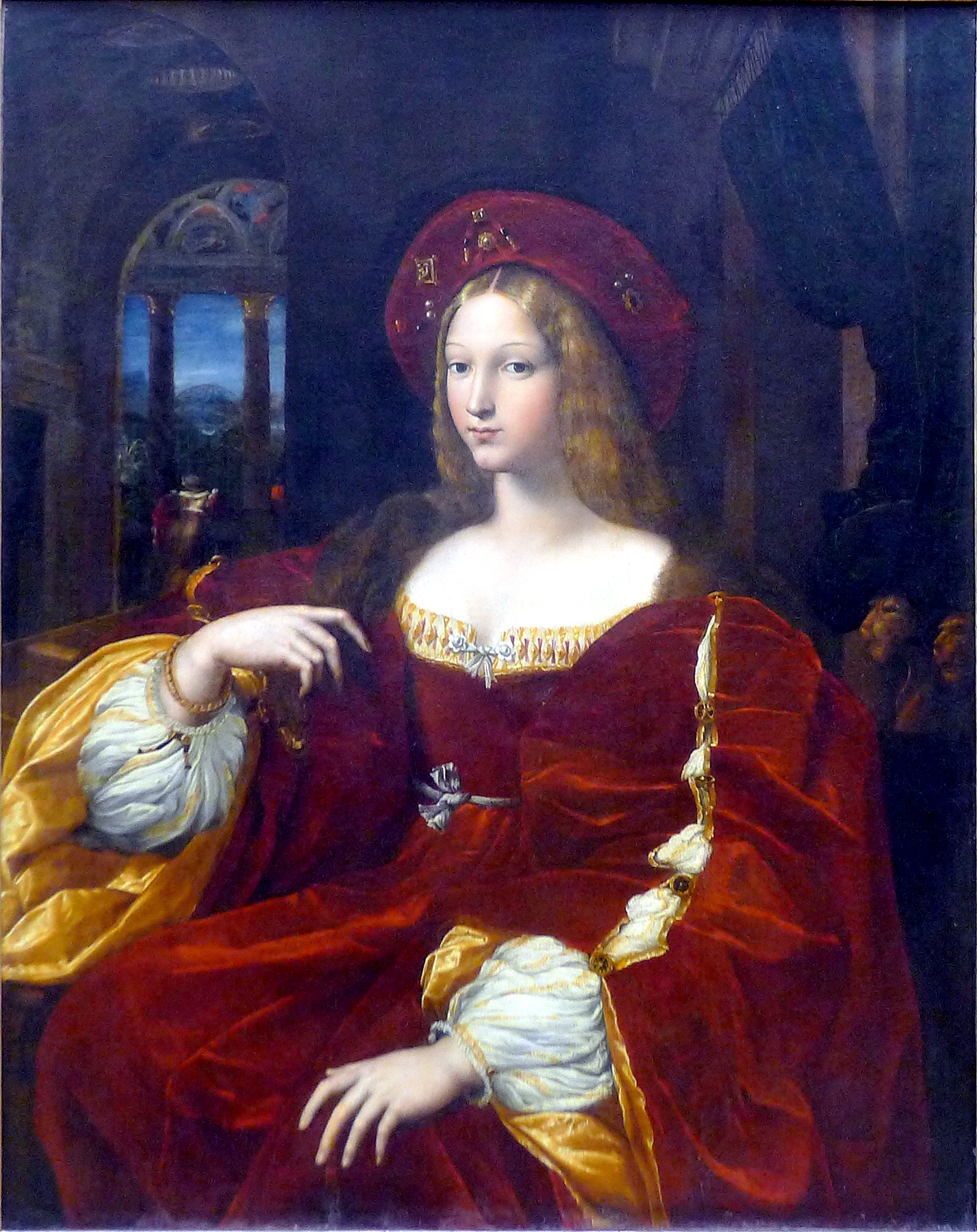
《이사벨 데 레케센스 초상화》 (라파엘로의 개입 가능성 있음)
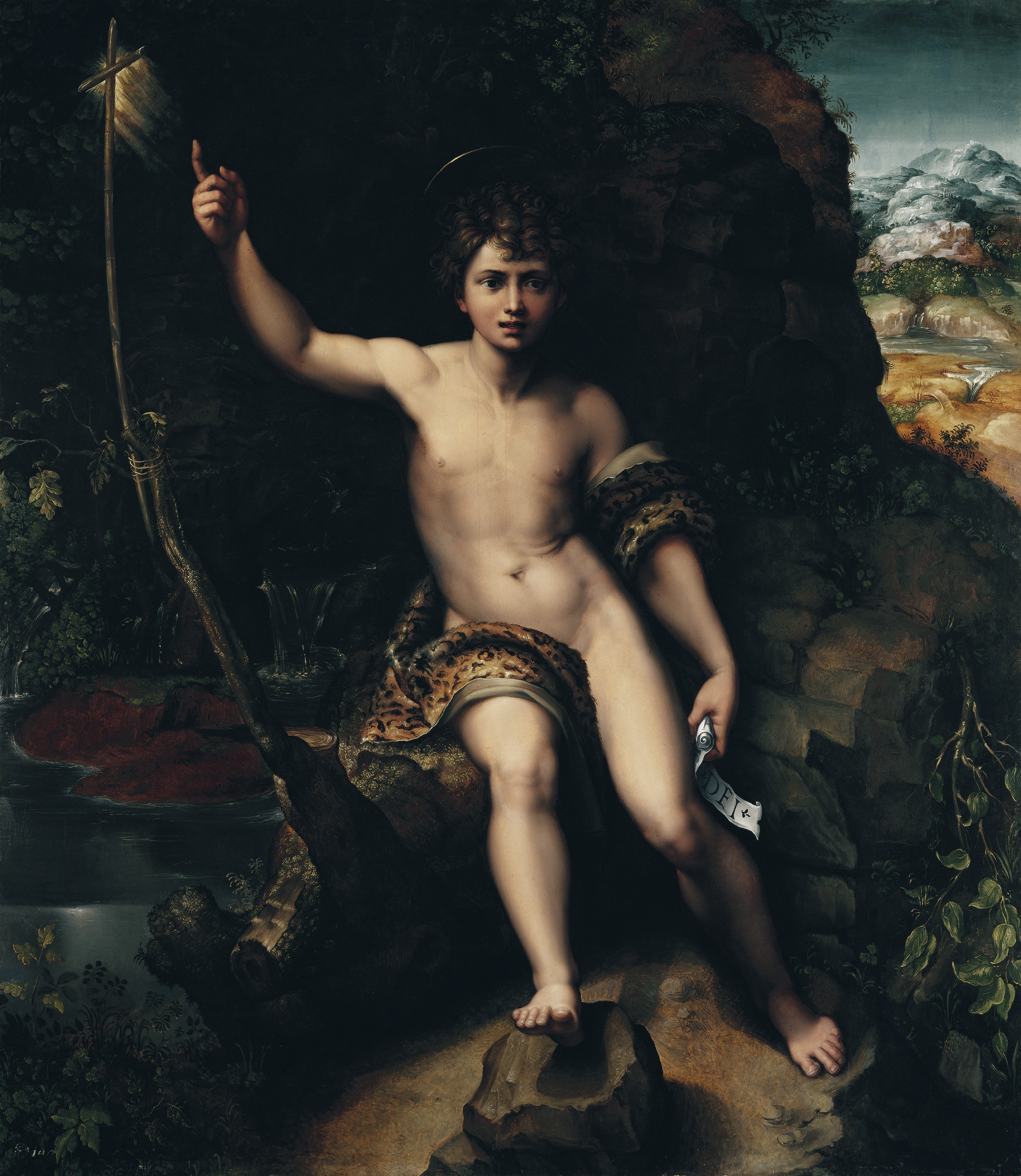
《광야의 세례 요한》

## 참고 문헌
- 탈바키아, 베티, "줄리오 로마노." Grove Art Online, Oxford Art Online, Oxford University Press, 2016년 3월 30일 접속, 구독 필요